# Eremitu, Mureș
Eremitu, mai demult Remetea Secuiască, (în maghiară Nyárádremete, în trad. "Remetea Nirajului") este satul de reședință al comunei cu același nume din județul Mureș, Transilvania, România.

## Așezare geografică
Localitatea este situată pe râul Niraj și este străbătută de drumul județean Reghin - Sovata.

## Istoric
Localitatea este atestată documentar din anul 1567 sub numele Remete.

### Clădiri istorice
- Biserica romano-catolică (monument istoric)

## Personalități
- Dr. Nyulas Ferenc (1758 - 1808), fizician, chimist, medic-primar al Transilvaniei
- Dr. Birtók Kovács Ferenc (1919 -)
- Dr. Kakucs Lajos – istoric, Rüsselsheim, Germania
- László Ferencz [nefuncțională]
, , (14 septembrie 1961), inginer chimist, doctor în chimie, profesor universitar, Universitatea de Medicină și Farmacie Tg.-Mureș  1994-2003, Universitatea Sapientia  2003-.
- Kacsó István - pictor contemporan

## Imagini

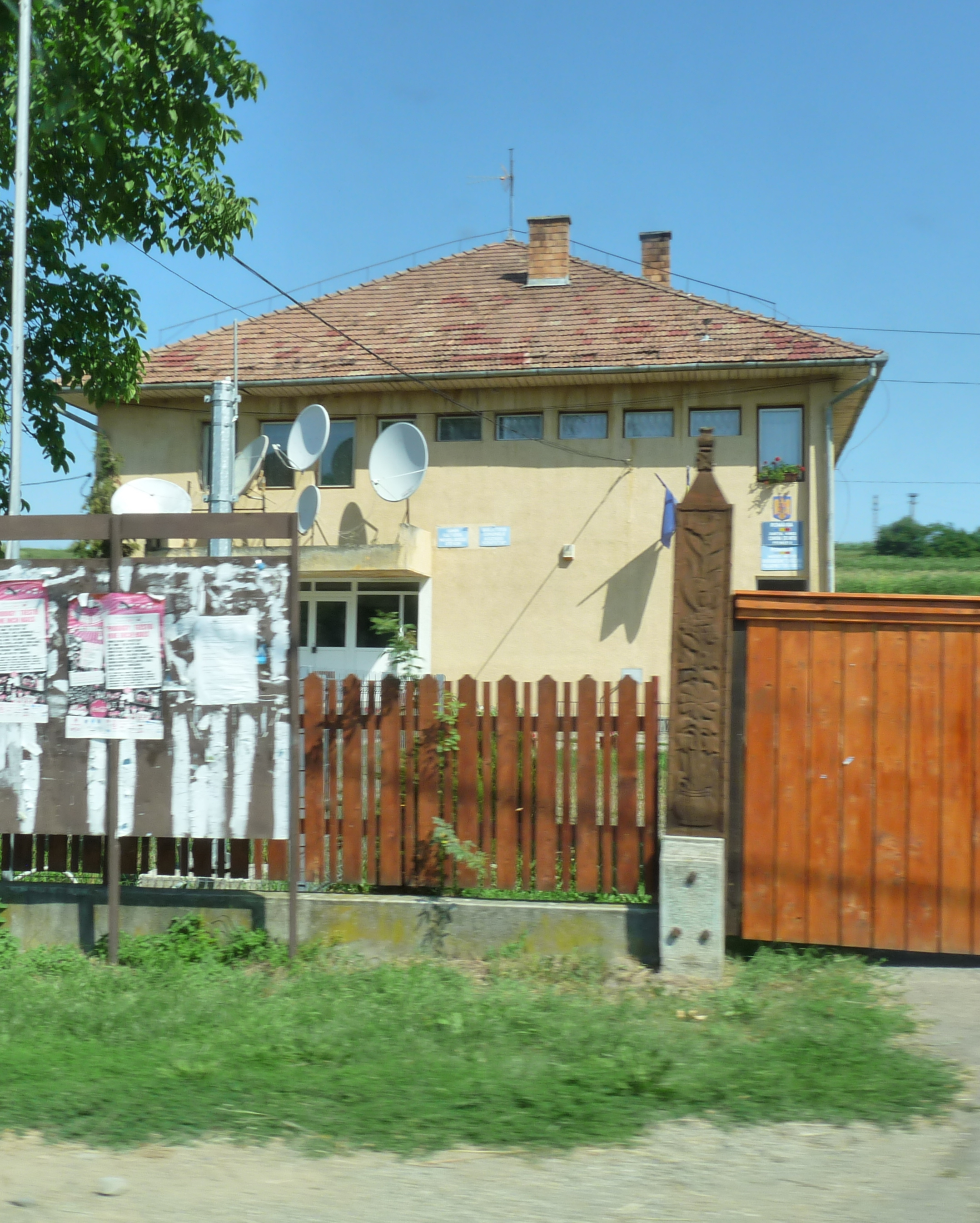
Primăria comunei Eremitu
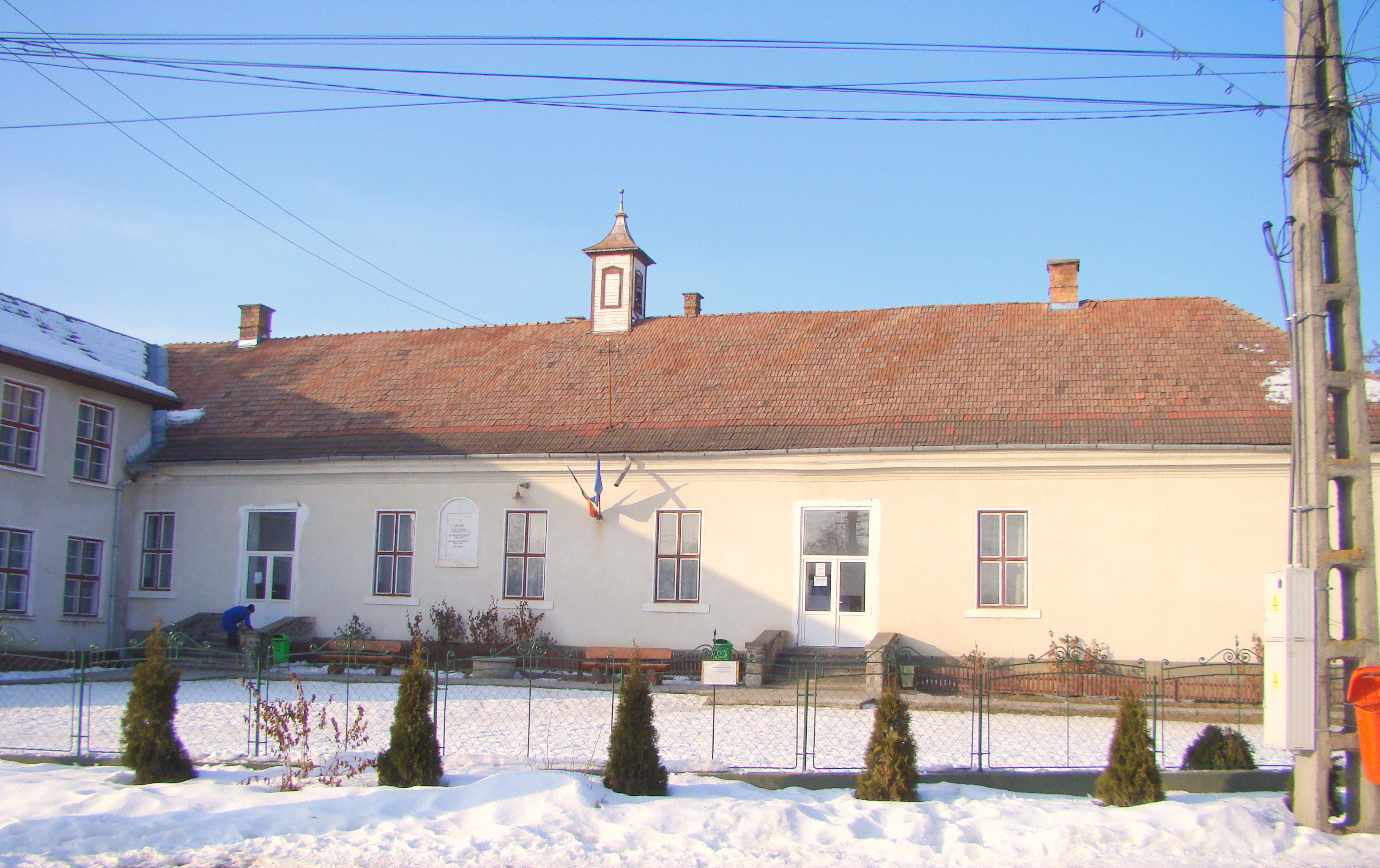
Şcoala
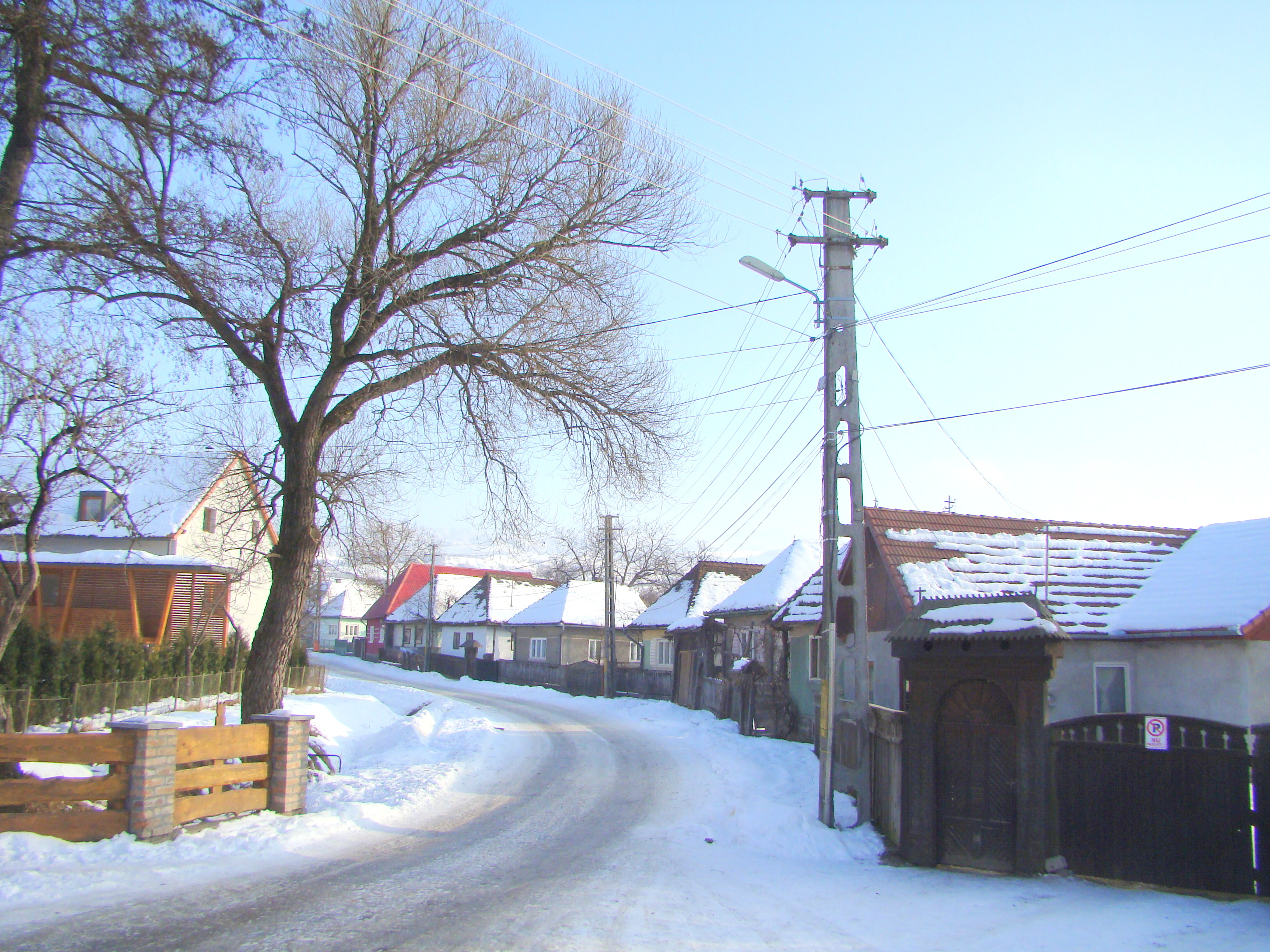
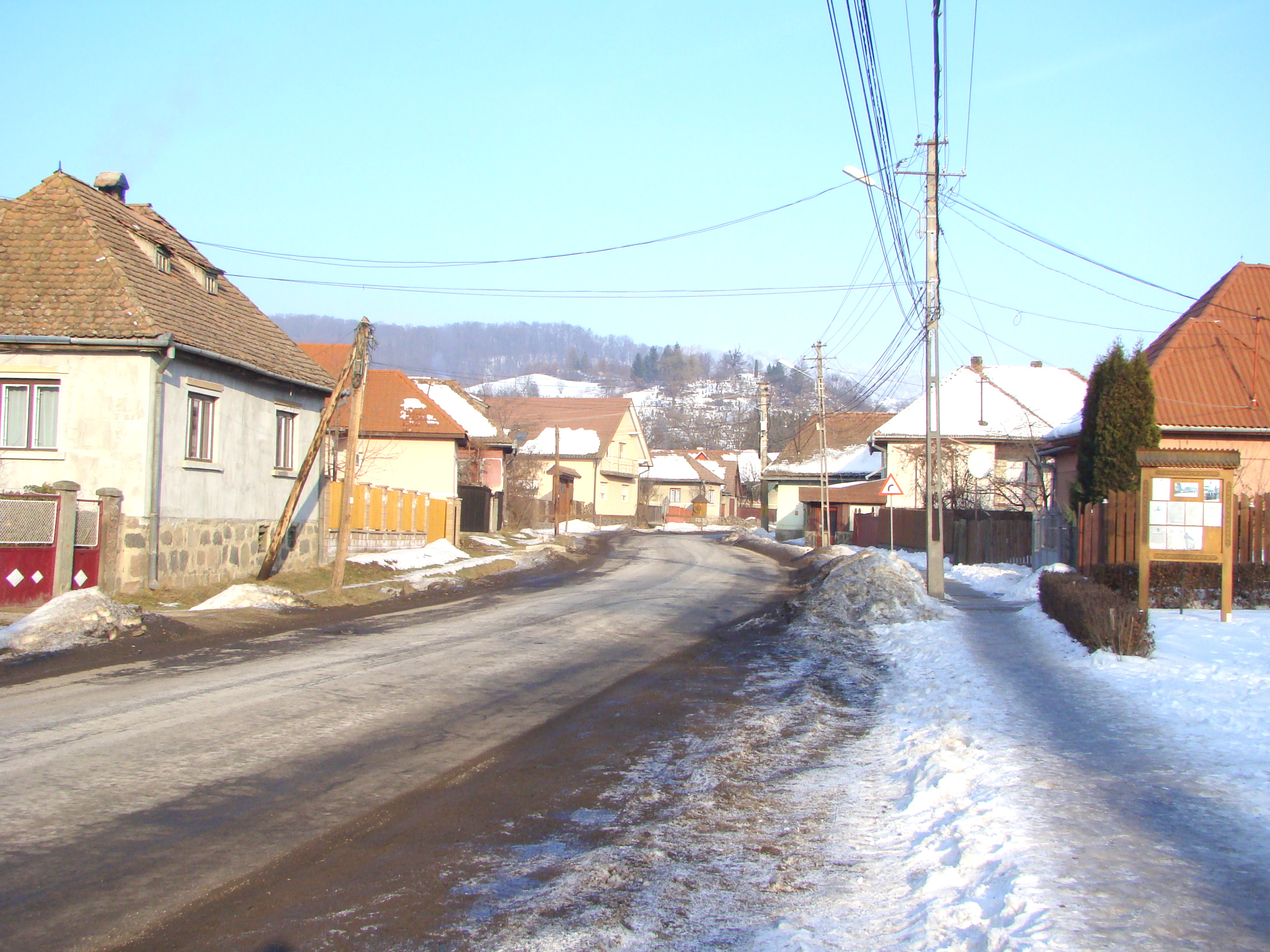
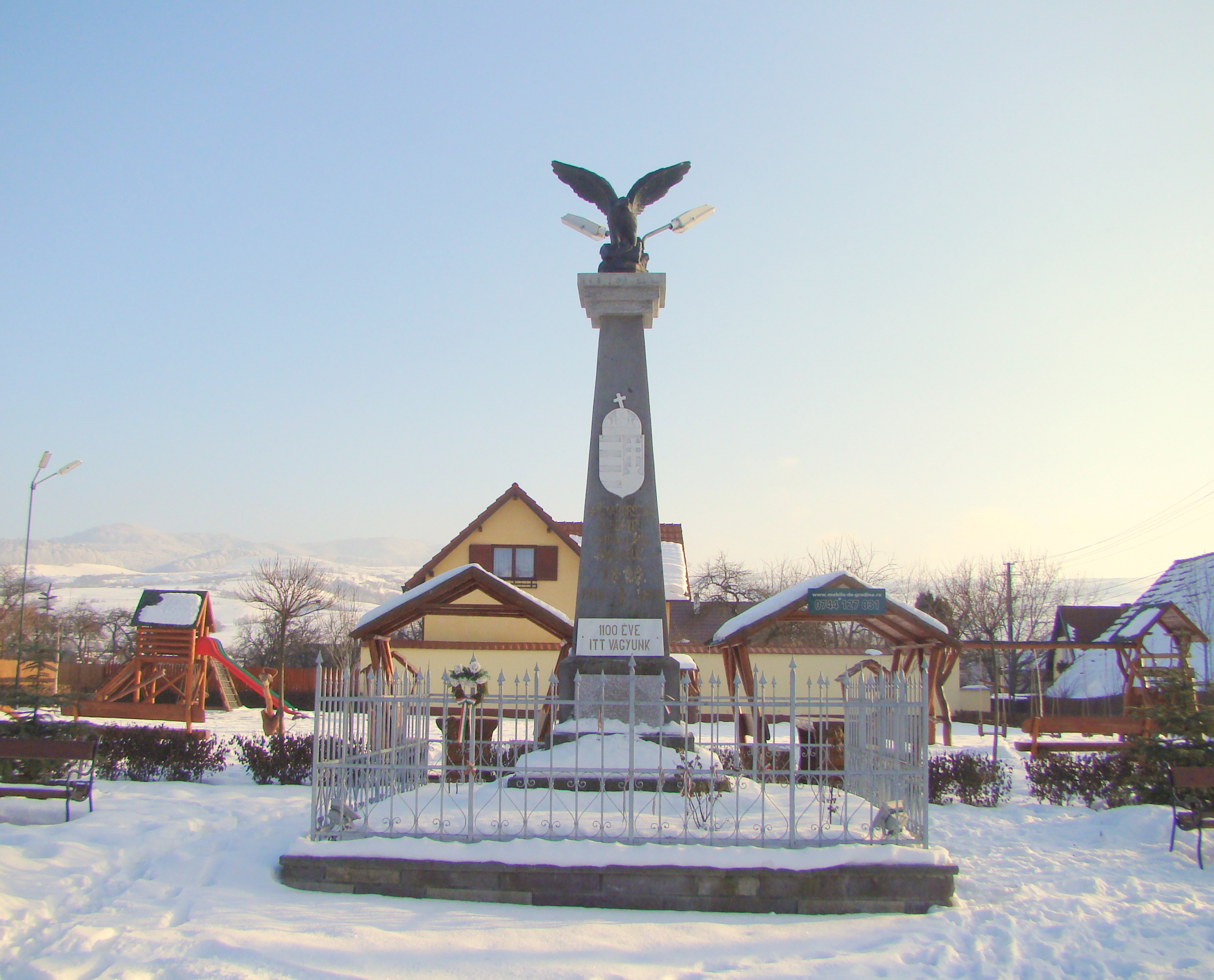
Monumentul eroilor
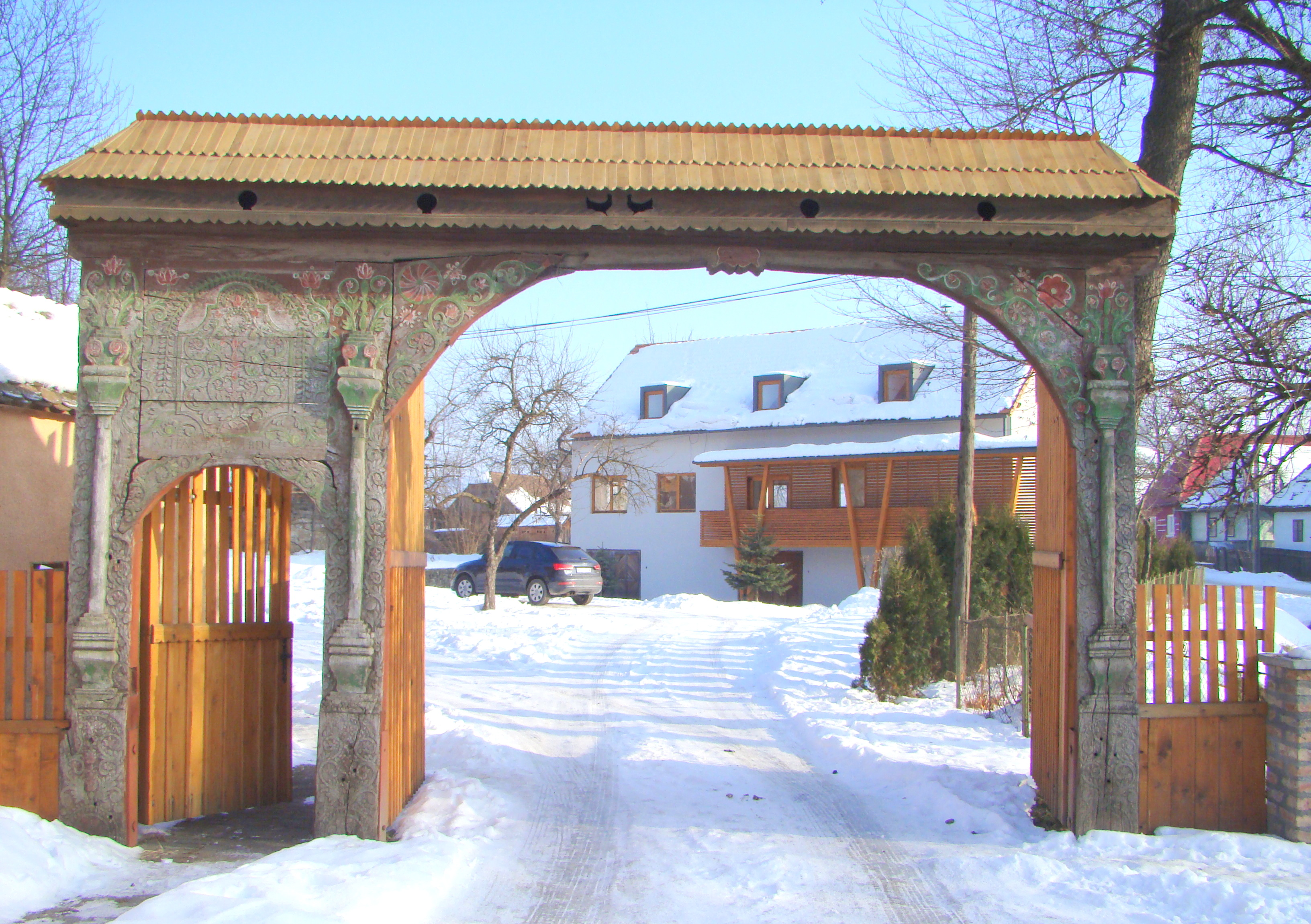
Poartă secuiască de lemn